# Боскауэн, Эвелин, 6-й виконт Фалмут
Эвелин Боскауэн, 6-й виконт Фалмут (англ. Evelyn Boscawen, 6th Viscount Falmouth; 18 марта 1819 — 6 ноября 1889) — британский пэр, заводчик скаковых лошадей и победитель классических скачек.

## Происхождение и образование
Родился 18 марта 1819 года. Старший сын преподобного Джона Эвелина Боскауэна (1790—1851), каноника Кентербери, и Кэтрин Элизабет Эннесли (? — 1859). Внук Джорджа Эвелина Боскауэна, 3-го виконта Фалмута (1752—1808).
Он получил образование в Итонском колледже и в Оксфордском университете. В 1841 году он был принят коллегию адвокатов.
29 августа 1852 года после смерти своего кузена Джорджа Боскауэна, 2-го графа Фалмута (8 июля 1811 — 29 августа 1852), Эвелин Боскауэн унаследовал титулы 6-го виконта Фалмута и 6-го барона Боскауэн Роуз из Корнуолла, став членом Палаты лордов Великобритании. Он также унаследовал родовое поместье Боскауэнов в Треготнане.

## Скачки
В 1845 году после женитьбы он получил доступ к замку Мереворт в графстве Кент, который стал местом большого и успешного конного завода, где разводили чистокровных лошадей и выигрывали множество классических скачек. Первоначально он использовал псевдоним Мистер Валентайн, когда впервые начал участвовать в скачках; его лошадей сначала тренировал Джон Скотт в Малтоне, Северный Йоркшир, а когда Скотт умер в 1871 году, их тренировал Мэтью Доусон в Ньюмаркете. Фред Арчер, ученик Доусона, стал постоянным жокеем лорда Фалмута в 1874 году после того, как Арчер выиграл в том году 2000 гиней.
Лорд Фалмут был первым в списке владельцев-победителей в 1877, 1878 и 1880 годах и занял второе место в 1879 году. Его выигрыш в 1880 году составил 16 061 фунт стерлингов, причем Бал Гал выиграл восемь скачек и внес более 10 000 фунтов стерлингов призовых денег. Его успех в классических скачках был таков, что у лорда Розбери был напечатан специальный бланк, на котором он мог поздравить его. Лорд Фалмут ушел из скачек в январе 1884 года и получил серебряный щит от Мэтью Доусона и Фреда Арчера. Его скаковые лошади были проданы на аукционе в загоне Мэтью Доусона в Ньюмаркете 28 апреля 1884 года. Общая сумма продажи составила 36 420 гиней по средней цене 1517 1⁄2 за лошадь. Busybody собрал 8800 гиней, а Harvester собрал 8600 гиней, последний был продан сэру Джону Уиллоуби . Его племенной конный завод был продан 30 июня 1884 года.

## Семья
29 июля 1845 года Эвелин Боскауэн женился на Мэри Фрэнсис Элизабет Стэплтон, 17-й баронессы ле Диспенсер (24 марта 1822 — 20 ноября 1891), дочери достопочтенного Томаса Стэплтона и Марии Уинн Бэнкс. К супругов было шестеро детей:
- Достопочтенная Мэри Элизабет Фрэнсис Кэтрин Боскауэн (1846 — 21 января 1916), в 1894 году она вышла замуж за преподобного Артура Мюррея Дейла
- Эвелин Эдвард Томас Боскауэн, 7-й виконт Фалмут (24 июля 1847 — 1 октября 1918), старший сын и преемник отца.
- Достопочтенный Хью ле Деспенсер Боскауэн (28 февраля 1849 — 8 апреля 1908), в 1872 году женился на леди Мэри Фиц-Уильям, дочери Уильяма Уэнтворта-Фиц-Уильяма, 6-го графа Фиц-Уильяма
- Достопочтенная Эдит Мэри Боскауэн (1851 — 24 сентября 1906), незамужняя
- Достопочтенная Мейбл Эмма Боскауэн (1855 — 26 октября 1927), в 1882 году она вышла замуж за Чарльза Уильямса из замка Боделвиддан, Денбишир[9].
- Достопочтенный Джон Ричард де Клер Боскауэн (19 декабря 1860 — 12 декабря 1915)[3]. В 1890 году она женился на леди Маргарет Флоренс Люси Бинг, дочери Джорджа Стивенса Бинга, 2-го графа Страффорда.

Лорд Фалмут скончался 6 ноября 1889 года и похоронен в церкви Святого Лаврентия в Мереворте.